# Chen Gang (Komponist)
Chen Gang (chinesisch 陈钢, Pinyin Chén Gāng, W.-G. Ch'en Kang; * 10. März 1935 in Shanghai) ist ein chinesischer Komponist und Hochschullehrer. 

## Leben
Chen Gang wuchs in Shanghai als Sohn von Chen Gexin auf, einem populären Liedkomponisten der 1930er und 1940er Jahre. Er bekam von seinem Vater Klavier- und Kompositions-Unterricht. Mit 15 Jahren verfasste er erste Werke, überwiegend Lieder mit Klavierbegleitung. 1955 wurde er am Konservatorium Shanghai aufgenommen. Dort studierte er bis 1959  Komposition bei Ding Shan-de und Sang Tong (1923–2012), Klavier bei Shi Shenhua and Zhang Pihua sowie Kontrapunkt bei dem Russen Fjodor Arsamanow.
Im Gefolge politischer Kampagnen wie der Anti-Rechts-Bewegung, bei denen die Parteiführung Intellektuelle zu Erziehungszwecken aufs Land oder in Fabriken schickte, wurde Chen Gang 1958 nach Wenzhou in die ländliche Provinz Zhejiang verbracht. Dort sollte Chen zusammen mit seinem Studienkollegen He Zhanhao (* 1933) im Auftrag der Hochschulleitung zum bevorstehenden 10. Jahr der Staatsgründung ein Werk über die bekannte Volkssage Liang Zhu (Butterfly Lovers), eine tragische Liebesgeschichte, schreiben. So komponierten Chen Gang und He Zhanhao gemeinsam 1959 das Violinkonzert Liang Shanbo yu Zhu Yingtai, auch Butterfly Lovers’ Violin Concerto oder Schmetterlingsviolinkonzert genannt.

## Butterfly Lovers’ Violin Concerto
Dieses Werk, uraufgeführt 1959 in Shanghai, entwickelte sich zu einem Erfolg in China und später auch im Ausland. Es gilt als „das lange Jahre wohl berühmteste Stück der modernen chinesischen Musik“. Das Werk verband exemplarisch chinesische und westliche Musik, indem es pentatonische Melodik und Stilelemente der Yueju- oder Shaoxing-Oper aus der Provinz Zhejiang mit der klassischen europäischen Sonatensatzform kombinierte. Es ist für westliche Instrumente geschrieben, doch der Part der Solovioline ahmt teils den Klang der chinesischen Geige Erhu nach.
Während der Kulturrevolution wurde das Werk wegen seines traditionellen Sujets als „feudal“ kritisiert und zeitweise aus den Konzertprogrammen gedrängt. Doch es blieb beliebt und wurde ab den späten 1970er Jahren über die Landesgrenzen hinaus bekannt. In China und Hongkong erhielten die Einspielungen auf Tonträger u. a. mehrere Goldene Schallplatten-Preise und einen in Platin. Weitere Bekanntheit gewann das Butterfly Lovers’ Violin Concerto durch die Eiskunstläuferin Chen Lu, die bei den Olympischen Winterspielen 1998 in Nagano mit dieser Musik antrat und eine Bronzemedaille errang. Eine Aufnahme des Werks befand sich an Bord der 2007 gestarteten chinesischen Mondsonde Chang'e-1.

## Weiterer Werdegang
Nach dem Studienabschluss begann Chen Gang, ab 1960 Harmonielehre am Konservatorium Shanghai zu unterrichten. Im Vorfeld der Kulturrevolution gerieten sein Erfolgswerk und seine als „modernistisch“ bemängelte, von westlichem Jazz beeinflusste Musik zu der verbotenen Filmkomödie Soccer Fan ins Visier der Zensur, und Chen Gang wurde 1963 in das Gebirge Dabie Shan geschickt. Trotz allem versuchte er auch in schwierigen Zeiten, chinesische Musik mit westlichen Einflüssen zu verbinden. Nach Aussagen von Schülern experimentierte er in unveröffentlichten Werken auch mit der in China verbotenen Zwölftontechnik.
Er konnte weiter am Konservatorium unterrichten, wo er seit 1964 Komposition lehrte und später zum Professor ernannt wurde. In den 1970er Jahren entstanden Werke wie The Sun Shines on Tashkent und The Dawn in the Miao Mountains, mit denen er wieder landesweite Erfolge erzielte. Bei einer Konzertreise 1981 gastierte er an 20 Universitäten in den USA, in Kanada und Hongkong. Mitte der 1980er schrieb er ein Oboenkonzert und das Liang Zhu Piano Concerto, eine Variante seiner Erfolgskomposition. In den folgenden Jahren entstanden u. a. ein weiteres Violinkonzert unter dem Titel Wang Zhaojun, das 1986 von der japanischen Geigerin Takako Nishizaki in Shanghai uraufgeführt wurde. 1990 besuchte er erneut Toronto und wirkte als Pianist an der Aufführung seines Klavierquintetts Jingdiao mit, in dem er westliche Instrumente mit solchen aus der chinesischen Volksmusik kombinierte.
Chen Gang war außerdem künstlerischer Leiter des Shanghai Chamber Music Ensemble und Präsident der Chinese Musicians' Association. Noch 2018 wirkte er als Pianist in einigen Werken mit, als ein Konzert ihm zu Ehren in Shanghai stattfand.

## Auszeichnung
2017 erhielt er den Lifetime Achievement Award der Chinese Golden Bell for Music.